# Framnäs, Västerås
Framnäs är en  stadsdel i det administrativa bostadsområdet Hamre-Talltorp i östra Västerås vid Mälaren, intill Öster Mälarstrand. 
Framnäs är ett bostadsområde vid Mälaren. Bebyggelsen är övervägande villor. Det finns en badplats, Framnäsbadet, en segelklubb Jollekappseglarna Västerås och en båthamn: Tegeludden.
Området avgränsas av Tegelvägen, Björnövägen, Tegeluddsvägen och Mälaren.
Området gränsar i nordväst till Öster Mälarstrand, i nordöst mot Hamre och i sydväst mot Fågelvik.